# Jeanneau One Design 35
Jeanneau One Design 35 (JOD 35) es una clase de monotipos de regata diseñados en 1990 por Daniel Andrieu y construidos en el astillero Jeanneau.
El Jeanneau One Design 35 se presentó en el Salón Náutico de París de 1990 y fue el monotipo elegido para competir en la Vuelta a Francia a Vela entre 1992 y 1998. Es un barco habitable, marinero, deportivo y rápido del que se han construido más de doscientas cincuenta unidades para tripulaciones de siete personas con un peso máximo de 532 kg.
Lleva un motor bicilíndrico intraborda Yanmar 2GM20 de 16 cv.